# Hug d'Ibelin
Hug d'Ibelin (c. 1130-1133 – 1169/1171) fou un important senyor del Regne de Jerusalem, fill de Barisan d'Ibelin, que participà en l'expedició militar a Egipte del rei Amalric. Sembla que la seva vida militar acabà amb una caiguda del cavall que el lesionà, després de la qual marxà de pelegrí a Santiago de Compostela.

## Orígens
Hug era el primogènit de Barisan d'Ibelin i d'Helvis de Ramla. El 1148 ja era prou adult com per signar en documents oficials, mentre que encara no apareix la signatura del seu germà Balduí, cosa que fa pensar que potser va néixer entre els anys 1130-1133, ja que la majoria d'edat dels homes era els quinze.  Probablement tindria uns deu anys més que el seu germà menor Balian.
Quan el seu pare morí el 1150, la seva mare es casà amb el senescal de Jerusalem, Manassès de Hierges, que era un dels principals defensors de la reina Melisenda de Jerusalem en les disputes de poder entre ella i el seu fill, el rei Balduí III. Manassès s'exilià el 1152 quan Balduí guanyà la disputa. Això permeté que Hug heretés el senyoriu de Ramla, per part de la seva mare.

## Carrera militar
Hug participà en el Setge d'Ascaló el 1153, i el 1157 fou capturat en una batalla a Banias, però probablement fou alliberat el següent any. El 1159 visità el Principat d'Antioquia i allà conegué l'emperador romà d'Orient Manuel I Comnè, que havia arribat per prendre'n possessió del principat.
Hug formà part de l'expedició a Egipte d'Amalric, el 1167, i fou responsable de la construcció d'un pont sobre el Nil. Els croats s'aliaren amb el soldà contra Xirkuh, general al servei de Nur-ad-Din Mahmud, atabeg de Síria que també desitjava prendre control d'Egipte.
Fou destinat a protegir El Caire juntament amb el fill del soldà, Kamil. Gràcies a això fou el primer croat en veure el palau del soldà d'Egipte. En el setge que efectuaren sobre Bilbeis durant aquella campanya, Philippe de Milly li salvà la vida, quan Hug es trencà la cama en caure del cavall.
Hug morí vers el 1169 durant un viatge com a pelegrí a Santiago de Compostela. Els seus territoris d'Ibelin i Ramla foren traspassats al seu germà Balduí.

## Matrimoni
El 1163 Hug es casà amb Agnès de Courtenay (1133 – 1184/1185), germana del comte d'Edessa, que estava captiu, i senyora de Toron, que havia enviudat del primer marit amb només quinze anys. No és clar si el matrimoni s'arribà a efectuar o si només van estar promesos, en qualsevol cas no tingueren descendència i ella després seria esposa del rei Amalric I i mare de Balduí IV de Jerusalem. És possible que Agnès hagués estat promesa o casada amb ell abans del 1157, data que alguns autors donen com la de la celebració del matrimoni.